# 桜庭あつこ
桜庭 あつこ（さくらば あつこ、1976年3月29日 - ）は、日本の元グラビアアイドル、元タレント、元格闘家。福島県郡山市出身。かつて同市にあるスパイスプロダクションに所属していた。

## 来歴
郡山女子大学附属高等学校を卒業した。
1996年、写真集「夢でいっぱい」で芸能界デビュー。ダイナマイトボディーのグラビアアイドルとしてテレビ番組やイメージビデオなどで活躍した。
1999年、写真集「Careyes（カリヤス）」でヌードを初披露。
その後格闘家に転身、2000年12月5日、女子総合格闘技大会Re-Mixに出場し、コボチノバ・タチアナ（ロシア）と対戦。結果は1R2分29秒、腕ひしぎ十字固めが極まりタオル投入によるTKO負け。肘の靭帯脱臼となった。
2011年、東日本大震災（東北地方太平洋沖地震）で被災し、自宅が半壊した。また、2011年現在は故郷で両親と暮らし、自宅の庭で野菜や花などを育てながら、スポーツジムの受付のアルバイトをしている。
2012年1月14日、芸能界を引退。
2012年1月17日、自身のブログで結婚したことを報告した。現在は三児の母である。

## 出版物

### イメージDVD・VHS
- 駈けてきた女神（1996年）
- BODY CONSICIOUS（1997年）
- Careyes（1999年）
- ULTIMATE HUNTER GURADLESS 4（VHS：2001年7月19日 DVD：2001年8月21日、竹書房）

### 写真集
- 夢でいっぱい（1996年5月、スコラ社）
- IN THE ROOM（1997年、スコラ社）
- Careyes（1999年、ルー出版）
- ULTIMATE HUNTER GURADLESS 4（写真集：2001年7月19日、竹書房）

## 出演

### Vシネマ
- F・I・S・H（1998年、関顕嗣監督）
- BAT GIRLS（1998年、水谷俊之監督） - 主演
- シルバー "SILVER"（1999年9月21日、三池崇史監督） - 主演
- 蛇道 実録女詐欺師伝（2000年、横井健司監督） - 主演
- ゆーとぴあ（2000年、辻裕之監督） - 主演
  - ゆーとぴあ 白い蕾（2000年7月）
  - ゆーとぴあ 赤い蝶（2000年8月）
- パチンコバトルロワイヤル（2001年、田川幹太監督）
- BRQ無人島物語（2001年、谷垣健治監督） - 主演
- 最強獣誕生 ネズラ -NEZULLA-（2002年、田川幹太監督）
- 実録・鯨道9 伝説のヤクザ武闘烈伝 瀬戸内血風録　般若の高（2002年）
- TWO-F（2005年11月7日、田川幹太監督） - 主演

### 映画
- 美乳大作戦 メスパイ（1997年）
- WARU（2006年、三池崇史監督）
- 深海獣雷牙（2009年）

### テレビ
- タモリ倶楽部（テレビ朝日）
- スーパージョッキー(日本テレビ)レッドウォーリアーズ
- TBSシャッフル・爆乳悶スター（1997年10月2日 - 1997年11月6日、TBS系）
- グラビアの美少女（MONDO21）
- 特捜TV!ガブリンチョカブガール（テレビ朝日）

## 戦績
| 総合格闘技 戦績 | 総合格闘技 戦績 | 総合格闘技 戦績 | 総合格闘技 戦績 | 総合格闘技 戦績 | 総合格闘技 戦績 | 総合格闘技 戦績 |
| --------------- | --------------- | --------------- | --------------- | --------------- | --------------- | --------------- |
| 1 試合          | (T)KO           | 一本            | 判定            | その他          | 引き分け        | 無効試合        |
| 0 勝            | 0               | 0               | 0               | 0               | 0               | 0               |
| 1 敗            | 1               | 0               | 0               | 0               | 0               | 0               |

| 勝敗 | 対戦相手             | 試合結果                                    | 大会名               | 開催年月日    |
| ×    | コボチノバ・タチアナ | 1R 2:29 TKO（タオル投入：腕ひしぎ十字固め） | ReMix WORLD CUP 2000 | 2000年12月5日 |